# Leichtathletik-Länderkampf der Männer 1938 Deutschland – Dänemark
| 6. Leichtathletik-Länderkampf mit deutscher Beteiligung 1938 | 6. Leichtathletik-Länderkampf mit deutscher Beteiligung 1938 |               |
| ------------------------------------------------------------ | ------------------------------------------------------------ | ------------- |
|                                                              |                                                              |               |
| Ländervergleich der Männer: Deutschland – Dänemark           |                                                              |               |
| Austragungsort                                               | Hamburg                                                      |               |
| Wettbewerbe                                                  | 17                                                           |               |
| Datum                                                        | 10. Juli 1938                                                |               |
| 1. GER 2. DNK                                                | 93 Punkte 87 Punkte                                          |               |
| Chronik                                                      |                                                              |               |
| ← NLD-GER (F)                                                | GER-USA (M) →                                                | GER-USA (M) → |

Im fünften Vergleich des Länderkampfjahres 1938 trafen die deutschen Leichtathleten auf Dänemark. Die Veranstaltung wurde am 10. Juli in Hamburg ausgetragen es war die zweite Begegnung der beiden Länder. Wegen der Aufeinandertreffen mit Polen und der Schweiz am selben Wochenende musste Deutschland für diese drei Aufeinandertreffen drei komplette verschieden besetzte Teams zusammenstellen.

## Wettbewerbe und Modus
Ausgetragen wurden wie im Vergleich mit der Schweiz am selben Wochenende siebzehn Wettbewerbe. In den Läufen traten drei, in den technischen Disziplinen zwei Athleten je Nation an. Gewertet wurde in den Einzeldisziplinen mit der umgekehrten Punktzahl gegenüber der Platzierung, in den Staffeln gab es drei zu eins Punkte.

## Ergebnis
Fünf der Laufdisziplinen entschieden die deutschen Athleten für sich gegenüber zwei für die Schweiz. Die Sportler aus der Schweiz gewannen die drei Sprungwettbewerbe. Die beiden Disziplinen aus dem Bereich Wurf/Stoß gingen an die deutschen Vertreter. So gewann Deutschland den Länderkampf knapp mit 93 zu 87 Punkten.

## Resultate

### 100 m
| Platz | Athlet         | Land | Zeit (s) |
| ----- | -------------- | ---- | -------- |
| 1     | Ernst Rohrssen | GER  | 11,0     |
| 2     | Holger Hansen  | DNK  | 11,1     |
| 3     | Egon Schein    | GER  | 11,2     |
| 4     | Peter Fehring  | GER  | 11,2     |
| 5     | Vagn Rasmussen | DNK  | 11,3     |
| 6     | Bock           | DNK  | 11,3     |

### 400 m
| Platz | Athlet             | Land | Zeit (s) |
| ----- | ------------------ | ---- | -------- |
| 1     | Karl Dahlmann      | GER  | 50,6     |
| 2     | Gunnar Christensen | DNK  | 51,4     |
| 3     | Werner Runge       | GER  | 51,4     |
| 4     | Albert Larsen      | DNK  | 51,5     |
| 5     | Helmut Henning     | GER  | 51,7     |
| 6     | Blume              | DNK  | 52,2     |

### 800 m
| Platz | Athlet             | Land | Zeit (min) |
| ----- | ------------------ | ---- | ---------- |
| 1     | Heinz Schumacher   | GER  | 1:55,5     |
| 2     | Emanuel Rose       | DNK  | 1:56,2     |
| 3     | Hans Spanheimer    | DNK  | 1:56,7     |
| 4     | Hans Jauch         | GER  | 1:57,4     |
| 5     | Friedrich Traue    | GER  | 1:57,5     |
| 6     | Gunnar Christensen | DNK  | 1:58,4     |

### 1500 m
| Platz | Athlet            | Land | Zeit (min) |
| ----- | ----------------- | ---- | ---------- |
| 1     | Werner Karting    | GER  | 4:00,4     |
| 2     | Herbert Stieglitz | GER  | 4:02,4     |
| 3     | Albert Larsen     | DNK  | 4:02,8     |
| 4     | Henry Nielsen     | DNK  | 4:09,0     |
| 5     | Lyngbek           | DNK  | 4:11,6     |
| 6     | Erich Patzwahl    | GER  | 4:14,0     |

### 5000 m
| Platz | Athlet                | Land | Zeit (min) |
| ----- | --------------------- | ---- | ---------- |
| 1     | Harry Siefert         | DNK  | 15:07,0    |
| 2     | Ludwig Warnemünde     | GER  | 15:36,6    |
| 3     | Henning Larsen        | DNK  | 15:37,0    |
| 4     | Paul Krahl            | GER  | 15:38,8    |
| 5     | Rolf Holthuis Meikert | GER  | 15:41,0    |
| 6     | Martin Jensen         | DNK  | 15:49,0    |

### 110 m Hürden
| Platz | Athlet          | Land | Zeit (s) |
| ----- | --------------- | ---- | -------- |
| 1     | Sv. Aa. Thomsen | DNK  | 15,1     |
| 2     | Ernst Larsen    | DNK  | 15,5     |
| 3     | Willi Pollmanns | GER  | 15,6     |
| 4     | Kurt Graßhoff   | GER  | 15,8     |
| 5     | B. Nielsen      | DNK  | 15,8     |
| 6     | Ottomar Rath    | GER  | 16,0     |

### Schwedenstaffel (100 m – 200 m – 300 m – 400 m)
| Platz | Besetzung       | Land                                                         | Zeit (s) |
| ----- | --------------- | ------------------------------------------------------------ | -------- |
| 1     | Deutsches Reich | Ernst Rohrssen Peter Fehring Egon Schein Peter Hasenclever   | 2:00,2   |
| 2     | Dänemark        | Vagn Rasmussen Holger Hansen Gunnar Christensen Emanuel Rose | 2:00,2   |

### Hochsprung
| Platz | Athlet              | Land | Höhe (m) |
| ----- | ------------------- | ---- | -------- |
| 1     | Paul Otto           | DNK  | 1,85     |
| 2     | Köngerkov           | DNK  | 1,80     |
| 3     | Karl-Heinz Langhoff | GER  | 1,80     |
| 4     | Friedrich Schrell   | GER  | 1,75     |

### Stabhochsprung
| Platz | Athlet              | Land | Höhe (m) |
| ----- | ------------------- | ---- | -------- |
| 1     | Ernst Larsen        | DNK  | 3,60     |
| 2     | Sv. Aa. Thomsen     | DNK  | 3,60     |
| 3     | August Dautenheimer | GER  | 3,50     |
| 4     | Alfred Ohle         | GER  | 3,20     |

### Weitsprung
| Platz | Athlet         | Land | Weite (m) |
| ----- | -------------- | ---- | --------- |
| 1     | Paul Otto      | DNK  | 7,01      |
| 2     | Karl Weber     | GER  | 6,89      |
| 3     | Holger Hansen  | DNK  | 6,65      |
| 4     | Peter Hagemann | GER  | 6,46      |

### Kugelstoßen
| Platz | Athlet                | Land | Weite (m) |
| ----- | --------------------- | ---- | --------- |
| 1     | Gottfried Hartnagel   | GER  | 14,81     |
| 2     | Hans-Heinrich Sievert | GER  | 14,62     |
| 3     | Frode Moesgaard       | DNK  | 14,23     |
| 4     | Viggo Petersen        | DNK  | 13,12     |

### Diskuswurf
| Platz | Athlet                | Land | Weite (m) |
| ----- | --------------------- | ---- | --------- |
| 1     | Hans-Heinrich Sievert | GER  | 43,56     |
| 2     | Heinz Bövers          | GER  | 43,09     |
| 3     | Viggo Petersen        | DNK  | 39,73     |
| 4     | Poul Larsen           | DNK  | 38,61     |